# Alpenegg
Alpenegg ist ein Quartier der Stadt Bern. Es gehört zu den 2011 bernweit festgelegten 114 gebräuchlichen Quartieren und liegt im Stadtteil II Länggasse-Felsenau, dort im statistischen Bezirk Länggasse. Es grenzt an die Quartiere Länggasse (gebräuchliches Quartier), Brückfeld, Vordere Engehalde und die Grosse Schanze.
Im Jahr 2022 leben im Quartier 669 Einwohner, davon 571 Schweizer und 98 Ausländer. Es wird zum erweiterten Länggassquartier gerechnet.
Im Quartier hat Swissmedic, das Schweizerische Heilmittelinstitut seinen Standort in der Hallerstrasse. Auch die Berner Fachhochschule BFH und die Berufsfachschule für medizinische Assistenzberufe (be-med) befinden sich im Quartier.
Verkehrstechnisch ist das Gebiet durch die Nähe zum Hauptbahnhof gut erschlossen.